# 兵庫県道・京都府道56号但東夜久野線
兵庫県道・京都府道56号但東夜久野線（ひょうごけんどう・きょうとふどう56ごう たんとうやくのせん）は、兵庫県豊岡市但東町から京都府福知山市夜久野町を結ぶ主要地方道（府県道）である。

## 概要

### 路線データ
- 起点：兵庫県豊岡市但東町出合市場（合橋小学校前交差点、国道426号交点）
- 終点：京都府福知山市夜久野町高内（国道9号交点）
- 総延長：約7.512 km

## 歴史
- 1976年（昭和51年）4月1日 - 建設省（現・国土交通省）が主要地方道但東夜久野線を指定。
- 1977年（昭和52年）
  - 6月9日 - 京都府が主要地方道56号但東夜久野線を認定。
  - 8月30日 - 兵庫県が主要地方道74号但東夜久野線を認定。
- 1993年（平成5年）5月11日 - 建設省から、主要府県道但東夜久野線が但東夜久野線として主要地方道に再指定される[1]。
- 1994年（平成6年）4月1日 - 兵庫県が整理番号を74から56へ変更。

## 路線状況

### 重複区間
- 兵庫県道・京都府道63号山東大江線（福知山市夜久野町平野 地内）

## 地理

### 通過する自治体
- 兵庫県 豊岡市
- 京都府 福知山市

### 交差する道路
| 交差する道路                                                  | 都道府県名 | 市町村名 | 交差する場所   | 交差する場所              |
| ------------------------------------------------------------- | ---------- | -------- | -------------- | ------------------------- |
| 国道426号 国道482号 重複 京都府道・兵庫県道2号宮津養父線 重複 | 兵庫県     | 豊岡市   | 但東町出合市場 | 合橋小学校前交差点 / 起点 |
| 兵庫県道558号天谷佐田線                                       | 兵庫県     | 豊岡市   | 但東町天谷（） |                           |
| 兵庫県道・京都府道63号山東大江線 重複区間起点                 | 京都府     | 福知山市 | 夜久野町平野   | 平野交差点                |
| 兵庫県道・京都府道63号山東大江線 重複区間終点                 | 京都府     | 福知山市 | 夜久野町平野   | 水上（）交差点            |
| 国道9号                                                       | 京都府     | 福知山市 | 夜久野町高内   | 終点                      |

### 沿線にある施設など
- 豊岡市立合橋小学校（起点）
- 桂昌寺
- 牧川（板生川）
- 瑞林寺